# Edmund McMillen

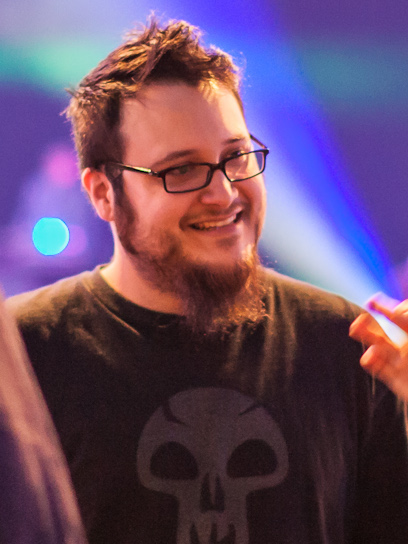
Edmund McMillen 2012

Edmund McMillen (* 2. März 1980 in Santa Cruz, Kalifornien) ist ein US-amerikanischer Entwickler von Videospielen, der besonders durch die Spiele Super Meat Boy und The Binding of Isaac bekannt wurde.

## Leben
Edmund McMillen lebt seit seiner Geburt in Santa Cruz. In seiner Kindheit verbrachte er die meiste Zeit mit seiner Großmutter, die ihn in seinen kreativen Unternehmungen unterstützte, und mit dem Zeichnen, besonders von Monstern. Einige seiner Zeichnungen veröffentlichte McMillen später in seiner Spiele-Kompilation The Basement Collection. Während McMillen sich selbst als „hoffnungsvollen Atheisten“ bezeichnet, sind seine Eltern gläubige Christen. Er hat viele seiner Kindheitserfahrungen mit der Religion in seinen Spielen verarbeitet. Seit 2005 ist er verheiratet.
Zu Anfang seiner Karriere veröffentlichte McMillen einige Spiele im Adobe-Flash-Format auf Newgrounds. Viele seiner Spiele enthalten schwarzen Humor und Themen, die sich eher an ältere Spieler richten und die in klassischen Computerspielen eher gemieden werden, insbesondere Religion und Sexualität. Diese Themen werden häufig überspitzt dargestellt, so steuert der Spieler beispielsweise in Cunt (engl. Fotze) einen Penis, der gegen eine Vulva-ähnliche Kreatur kämpft, während der Spieler in The Binding of Isaac ein nacktes Kind steuert, das vor seiner Mutter flieht, weil diese ihn für Gott töten will.
2004 wurde Gish veröffentlicht, welches McMillen zusammen mit Alex Austin und Josiah Pisciotta entwickelt hatte. In dem größtenteils positiv bewerteten Spiel steuert der Spieler Gish, einen Teerklumpen, dessen menschliche Freundin entführt wird.
Gemeinsam mit dem Programmierer Tommy Refenes gründete McMillen die Produktionsfirma Team Meat. Ihr erstes Spiel Super Meat Boy erschien im Oktober 2010 für die Xbox 360 und im darauffolgenden Monat für den PC. Das Jump ’n’ Run wurde finanziell und in der Fachpresse zu einem großen Erfolg.
Der kanadische Dokumentarfilm Indie Game: The Movie begleitet unter anderem auch McMillen und Refenes während der Entwicklung von Super Meat Boy bis zum Release.

## Spiele
| Spiel                            | Plattform                                                                                          | Erstveröffentlichung |
| -------------------------------- | -------------------------------------------------------------------------------------------------- | -------------------- |
| Carious Weltling                 | Adobe Flash                                                                                        | 2003                 |
| Gish                             | Windows, macOS, Linux                                                                              | 2004                 |
| Blast Miner                      | Windows                                                                                            | 2006                 |
| Triachnid                        | Adobe Flash                                                                                        | 2006                 |
| Cereus Peashy                    | Adobe Flash                                                                                        | 2007                 |
| Host                             | Adobe Flash                                                                                        | 2007                 |
| Guppy                            | Adobe Flash                                                                                        | 2007                 |
| Coil                             | Adobe Flash                                                                                        | 2008                 |
| Meat Boy                         | Adobe Flash                                                                                        | 2008                 |
| Cunt                             | Adobe Flash                                                                                        | 2008                 |
| Aether                           | Adobe Flash                                                                                        | 2008                 |
| Grey-Matter                      | Adobe Flash                                                                                        | 2008                 |
| Spewer                           | Adobe Flash                                                                                        | 2009                 |
| Time Fcuk                        | Adobe Flash                                                                                        | 2009                 |
| Super Meat Boy                   | Windows, macOS, Linux, Xbox 360, PlayStation 4, Android, Wii U                                     | 2010                 |
| The Binding of Isaac             | Windows, macOS, Linux, Adobe Flash                                                                 | 2011                 |
| The Basement Collection          | Windows, macOS, Linux, Adobe Flash                                                                 | 2012                 |
| Facist                           | Adobe Flash                                                                                        | 2014                 |
| The Binding of Isaac: Rebirth    | Windows, macOS, Linux, iOS, Xbox One, 3DS, Wii U, Nintendo Switch, PlayStation 4, PlayStation Vita | 2014                 |
| Fingered                         | Windows                                                                                            | 2015                 |
| The End is Nigh                  | Windows, Nintendo Switch                                                                           | 2017                 |
| The Binding of Isaac: Four Souls | Tabletop-Kartenspiel                                                                               | 2018                 |
| The Legend of Bum-Bo             | Windows, macOS, Nintendo Switch, Android                                                           | 2019                 |
| Tapeworm                         | Tabletop-Kartenspiel                                                                               | 2020                 |
| Mewgenics                        | offen                                                                                              | offen                |